# Ihlenfeldtia
Ihlenfeldtia là chi thực vật có hoa trong họ Aizoaceae.